# Knud Borring
Knud Christian Borring (23. april 1838 i København – 2. januar 1915 i Gentofte) var en dansk arkitekt.
Han var søn af professor, lærer Lauritz Stephen Borring og Christiane Birgitte Albertsen, blev landmand og var samtidig i tømrerlære om sommeren og på tegnestue om vinteren i 3 år. Som ung forvalter på en række gårde blev Borring interesseret i landsbrugsbyggeri, og han skabte sig i 1860'erne et navn som landets bedste arkitekt på dette felt. Han var tidligt interesseret i beton som byggemateriale – dengang kun anvendt til fundamenter og fæstninger – og han brugte efter franske forbilleder jernbuekonstruktioner i lader og stalde. Han besøgte selv Frankrig og England på studierejser.
Herregårdenes hovedbygninger blev opført i forskellige stilarter, som var den gængse tilgang historicismens tid. De var oftest i røde mursten med udsmykninger i cement og på fundamenter i beton, men den nu nedrevne Brahesholm, tidligere Vedtoftegård på Fyn, blev opført helt i beton som en stor villa med tårne. Borring var desuden optaget af at skabe sundere og lunere boliger til mindrebemidlede, og i sine senere år arbejdede han desuden med spørgsmålet om brandsikring af tagene til landbrugsbygninger, hvor han skabte et tagdæk af profilerede cement-asbestplader. For Borring måtte det æstetiske til tider vige for det hensigtmæssige, men med sin brug af betonstøbning og anvendelse af nye, sikre konstruktionsmetoder til landbrugets bygninger var han en foregangsmand i Danmark. 
Han blev gift 8. august 1873 i Vänersborg med Fanny Elvira Nordström (1. januar 1853 på Järpetan, nu Elvenäs, Värmland – 7. oktober 1931 i Stockholm). 
Han er begravet på Gentofte Kirkegård.

## Værker
- Hovedbygning, Margrethesminde, Fyns Amt (1868)
- Hovedbygning, Ulbølle (1868)
- Hovedbygning, Brattingsborg, Samsø (1870-71, udvidet af Martin Borch 1897-98)
- Hovedbygning, Brahesholm, Fyn (1871-72, nedrevet 1916)
- Hovedbygning, Rugård, Fyn (1873-74)
- Hovedbygning, Hesede, under Gisselfeld
- Statens eksportstalde i Aarhus, Randers og Aalborg
- Sankt Jacobs Kirke, Odense (1889)
- Vognremisen ved Hellerup Station (1897, nedrevet)
- Talrige avlsbygninger til fx: Egholm (1907), Wedellsborg (1889), Gavnø (1889), og Rungstedgård (1889, nedrevet 2011)

### Skriftlige arbejder
- "Betonen og dens Anvendelighed", i: Ugeskrift for Landmænd, 1866.
- "Beton og dens Anvendelse til Landbrugsbygninger: Foredrag holdt i det Kgl. Landhusholdningsselskab d. 12. Decbr. 1866", 1867.
- "Anvendelse af Kalkbeton til Landbrugsbygninger", 1878.
- "Ny Ladeconstruction", 1881.
- "Det franske Bygningssystem med Jærnbuer, anvendt til Landbrugsbygninger", 1882.
- "Jernbue-Lade med fladt Tag", 1882.
- "Om Valget af det rette Murmateriale for Tilvejebringelsen af solide, lune og billige Landbrugsbygninger", 1882.
- "Jærnbuesystemets Anvendelse til brandfri Stalde, Lader, Ridehuse m.m", særtryk af Landsmandsbladet, 1888.
- "Jærnbuesystemets Anvendelse til Landbrugsbygninger", 1892.
- "Om lune Boliger", 1905.